# ヨーバリンダ
ヨーバリンダ（英: Yorba Linda、スペイン語で「美しいYorba」という意味」）は、アメリカ合衆国カリフォルニア州のオレンジ郡にある都市。人口は6万8336人（2020年）。サンタアナの北東20㎞、ロサンゼルスダウンタウンの南東50㎞に位置している。
ヨーバリンダは国勢調査によればアメリカで最も裕福な都市の一つで、2006年の1世帯当たり収入の中央値121,075ドルは全米で最も高かった

。
2005年、CNNマネーはヨーバリンダを「アメリカで住むのに良い場所」の21位にランク付けした。
2012年の「アメリカで住みたい小都市」では42位だった 。
同じくCNNマネーの記事では、「カリフォルニア州ヨーバリンダの世帯収入の中央値は121,075ドルで、人口65,000人から250,000人の都市では第1位である。（ドルで）6桁の収入が標準となっている。」と伝えた。
リチャード・ニクソン大統領の出身地であるが、彼の家族は市が法人化される前にこの地を離れた。リチャード・ニクソン大統領図書館・博物館が市内にある。

## 歴史

### 入植前
かつてこの地域にはネイティブインディアンのルイセーニョ族、トングバ族、フアネーニョ族らが暮らしていた。

### 初期
1834年、ホセ・アントニオ・ヨルバの息子のうち最も成功を収めた、ベルナルド・ヨルバ（ヨーバ、彼の名が市名の由来となった）は、メキシコの総督ホセ・フィゲロアから53.94km²の広さのランチョ・キャニオン・デ・サンタアナを与えられた。この土地の大半は1848年の米墨戦争の後も、ヨーバの子孫が保有していた。
ベルナルド・ヨーバのひ孫、アンジェリーナ・ヨーバと結婚したサミュエル・クレーマーの子孫が、現在も市の土地の一部を所有し開発を行っている。ベルナルド・ヨーバ牧場があった場所はカリフォルニア州の史跡に指定されている。
この場所の近くには、オレンジ郡で最も古くからある墓地の一つの、ヨーバ墓地がある。
墓地の用地はロサンゼルス大司教区からベルナルド・ヨーバに1858年に与えられた。
墓地は1939年に閉鎖され、その後破壊されたが、1960年代、オレンジ郡監理委員会は損傷を修復するために所有権を取得し、現在は毎月1回（第1土曜日の午前11時～午後1時）見学することができる。

### 農業の時代
一部の土地はジャンス投資会社に売却され、土地を区画に分け、農業や工業用に販売した。同社はこの地域を初めてヨーバリンダと呼んだ。
1910年、ヨーバリンダで初めてレモンとオレンジが栽培された。当時、人口はまだ50人以下だった。数年後、パシフィック電話・電報社（パシフィック・ベル）が市で操業を開始し、学校も建設された。
1912年、郵便局が初めて開設された。また、ヨーバリンダ柑橘類協会が設立された。サザン・カリフォルニア・エジソン社が電気の供給を開始した。教会もこの年に初めて建設された。この地域は後にダウンタウンになり、1912年にはパシフィック電鉄でロサンゼルスと結ばれ、主に柑橘類を輸送した。
1913年、リチャード・ニクソンがヨーバリンダで誕生した。商工会議所が立ち上げられ、学校の一部に図書館が開設された。またアボカドの栽培も始められた。
1915年、スザンナ・ビクスビー・ブライアント・ランチハウスが建設された。現在は一般の人も見学できる博物館になっている。
1917年、ヨーバリンダ・スター紙が創刊した。その後、同紙はOCレジスター（Orange County Register）のオンライン部門になっている。
とはいえ、スター紙は現在も市内の多くの建物で無料で入手することができ、毎週火曜日に各家庭に届けられている。それに加え、過去の記事もヨーバリンダ市立図書館でマイクロフィルムにより閲覧できる。同年にはヨーバリンダ・ブールバードが市内の道路で最初に舗装された。
市の人口は1920年までに300人に達した。1929年、柑橘類協会の木造の包装施設が全焼した。翌年には建物が再建された。

### 人口の増加
小さな町は1960年代に著しく成長し、1960年の国勢調査での人口は1,000人を超えた。1958年にはブレア市、1963年にはアナハイム市やプラセンティア市との合併がそれぞれ検討されたが、いずれも退けられた。1967年に市は法人化され、このときの人口は11,433人を数えた。
1972年、市の基本計画を策定し施行した。1980年の国勢調査では人口が3万人弱まで増加し、その後10年経たずに5万人に達した。
1990年、リチャード・ニクソン生家が公立図書館・博物館として開館した。その後連邦政府の大統領図書館となった。1994年にはコミュニティセンターが開設された。

### 近年
2008年11月、ヨーバリンダ東部が山火事に襲われ、113軒の家が全壊、50軒が一部損壊した。被害のほとんどは燃えさしが不規則な風により舞い上がり、数百メートル飛ばされたことによるものである。
2012年、4人のホームレス、女性とその息子の合計6人が殺害された連続殺人が発生した。

## 地理
アメリカ合衆国国勢調査局によると、市域全面積は20平方マイル (52 km2)で、このうち陸地が19.5平方マイル (51 km2)、水域が0.5平方マイル (1.3 km2)、水域率は2.67%である。
ヨーバリンダのZIPコードは3つあり、92886は市の西部、92887は市の東部に割り当てられている。92885は専ら私書箱のみに使用されている。
市外局番は657と714があり、どちらも同じ地域で使われているが、714は空き番号が尽きているため、657の市外局番が新たな電話番号に割り当てられている。2種類の市外局番が存在するため、地域内で電話をかける場合にも市外局番を省略せずに11桁でダイヤルする必要がある。
市の南ではアナハイム、西から南西にかけてはプラセンティア市、北西ではブレア市、北はチノヒルズ州立公園、東ではコロナにそれぞれ境界を接している。
市の近くにはホイッティア断層、チノ断層の2つの地震断層がある。この2つの断層はどちらもエルシノール断層帯の一部である。

### 気候
| カリフォルニア州ヨーバリンダの気候 | カリフォルニア州ヨーバリンダの気候 | カリフォルニア州ヨーバリンダの気候 | カリフォルニア州ヨーバリンダの気候 | カリフォルニア州ヨーバリンダの気候 | カリフォルニア州ヨーバリンダの気候 | カリフォルニア州ヨーバリンダの気候 | カリフォルニア州ヨーバリンダの気候 | カリフォルニア州ヨーバリンダの気候 | カリフォルニア州ヨーバリンダの気候 | カリフォルニア州ヨーバリンダの気候 | カリフォルニア州ヨーバリンダの気候 | カリフォルニア州ヨーバリンダの気候 | カリフォルニア州ヨーバリンダの気候 |
| 月                                 | 1月                                | 2月                                | 3月                                | 4月                                | 5月                                | 6月                                | 7月                                | 8月                                | 9月                                | 10月                               | 11月                               | 12月                               | 年                                 |
| ---------------------------------- | ---------------------------------- | ---------------------------------- | ---------------------------------- | ---------------------------------- | ---------------------------------- | ---------------------------------- | ---------------------------------- | ---------------------------------- | ---------------------------------- | ---------------------------------- | ---------------------------------- | ---------------------------------- | ---------------------------------- |
| 平均最高気温 °F （°C）             | 71 (22)                            | 71 (22)                            | 73 (23)                            | 76 (24)                            | 78 (26)                            | 81 (27)                            | 87 (31)                            | 89 (32)                            | 87 (31)                            | 82 (28)                            | 76 (24)                            | 70 (21)                            | 78.4 (25.9)                        |
| 平均最低気温 °F （°C）             | 48 (9)                             | 48 (9)                             | 51 (11)                            | 53 (12)                            | 57 (14)                            | 61 (16)                            | 65 (18)                            | 65 (18)                            | 63 (17)                            | 58 (14)                            | 52 (11)                            | 47 (8)                             | 55.7 (13.1)                        |
| 降水量 inch （mm）                 | 2.86 (72.6)                        | 3.18 (80.8)                        | 1.90 (48.3)                        | 0.80 (20.3)                        | 0.28 (7.1)                         | 0.10 (2.5)                         | 0.03 (0.8)                         | 0.01 (0.3)                         | 0.25 (6.4)                         | 0.72 (18.3)                        | 1.38 (35.1)                        | 2.02 (51.3)                        | 13.53 (343.8)                      |
| 出典：                             |                                    |                                    |                                    |                                    |                                    |                                    |                                    |                                    |                                    |                                    |                                    |                                    |                                    |

## 経済
市の主要な商業地域はサヴィ・ランチである。
そのほか、小規模な商業施設を以下に挙げる。
- イーストレイク・ビレッジ・ショッピングセンター[22]
- メルカド・デル・リオ[23]
- パッキング・ハウス・スクエア[24]
- ヨーバリンダ・ステーション・プラザ[25]
- カントリー・クラブ・ビレッジ[26]

市はブラック・ゴールド・ゴルフクラブを所有している。非営利団体の国際学生ボランティア（International Student Volunteers）はヨーバリンダに拠点を置いている。

### サヴィ・ランチ
サヴィ・ランチは小売店、自動車販売店、レストラン、ホテル、オフィスビルを併設した複合商業施設である。
当初、市はサヴィ・ランチがある場所にオートモールを建設するための用地を購入した。
現在、車の展示場こそ存続してはいるものの、当初の計画は住民によって却下され、小売店、レストラン・ホテル、オフィスビルの建設が支持された。さらに、2010年時点で3か所の自動車販売店のうち2か所は空き店舗で、1か所は中古車のみを販売している。
ザ・ホーム・デポはヨーバリンダの売上税収入の重要な源で、ベスト・バイとともにサヴィ・ランチの中核をなす店舗の一つであるため、政治的な議論もなされる。
サヴィ・ランチは西と東の2つのエリアに分けられる。東側（サヴィ・ランチ・イースト）はヨーバリンダ市内にあり、面積も広い。西側（サヴィ・ランチ・ウェスト）はアナハイム市内にある。当初、ザ・ホーム・デポは東側にあった。しかし、2000年代に西側にあったKマートが閉店し、ザ・ホーム・デポがその場所に移転した。
サヴィ・ランチの東側にはジョン・フォース・レーシングの本部がある。ジョン・フォースはNHRAのファニーカー部門で16回優勝している。

### 主要な雇用主
市の包括的年間財務報告書2008年版によれば、市内の大きな雇用主トップ10は以下の通りである。
| 順位 | 雇用主                       | 従業員数 |
| ---- | ---------------------------- | -------- |
| 1    | ケアフュージョン             | 389      |
| 2    | ノーベル・バイオケア         | 328      |
| 3    | コストコ                     | 276      |
| 4    | ヨーバリンダ市               | 194      |
| 5    | Vons                         | 165      |
| 6    | コールズ                     | 158      |
| 7    | ベスト・バイ                 | 129      |
| 8    | サンライズ・シニア・リビング | 126      |
| 9    | オフィス・ソリューションズ   | 92       |
| 10   | コブラ・エンジニアリング     | 80       |

## 人口動態
以下は2010年の国勢調査による人口統計データである。
| 基礎データ - 人口: 65,237人 - 世帯数: 21,576 世帯 - 家族数: 21,044 家族 - 人口密度: 1,238.9人/km2（3,208.8人/mi2） - 住居数: 17,704 軒 - 住居密度: 430.2軒/km2（1,114.2 軒/mi2） - 住居 - 持家: 83.9% - 賃貸: 16.1% - 住人 - 持家: 84.8% - 賃貸: 14.9% - 空家率 - 持家: 1.2% - 賃貸: 4.0% - 集団生活者: 97人 - 施設収容者: 93人 人種別人口構成 - 白人: 75.1%（ヒスパニックを除くと65.7%） - アフリカン・アメリカン: 1.3% - ネイティブ・アメリカン: 0.4% - アジア人: 15.6% - 太平洋諸島系: 0.1% - その他の人種:3.5% - 混血: 4.0% - ヒスパニック・ラテン系: 14.4% | 年齢別人口構成 - 18歳未満: 24.6% - 18-24歳: 8.7% - 25-44歳: 21.6% - 45-64歳: 33.3% - 65歳以上: 11.8% - 年齢の中央値: 41.7歳 - 性比（女性100人あたり男性の人口） - 総人口: 94.8 - 18歳以上: 92.2 世帯と家族（対世帯数） - 18歳未満の子供がいる: 39.6% - 結婚・同居している夫婦: 70.0% - 未婚・離婚・死別女性が世帯主: 8.5% - 未婚・離婚・死別男性が世帯主: 3.5% - 未婚の異性のカップル: 2.6% - 同性のカップル: 0.5% - 単身世帯: 14.5% - 65歳以上の老人1人暮らし: 7.0% - 平均構成人数 - 世帯: 2.97人 - 家族: 3.29人 |

ヨーバリンダの世帯収入の中央値（2009年～2013年）は112,259ドル、貧困線以下の人口は3.1％だった。

## 政治
ヨーバリンダの有権者の56.7%は共和党に、21.7は％民主党に登録している。3.77％はそのほかの党に登録しており、17.9％は明言していない。
市の住民投票では、同性結婚を禁止する「カリフォルニア州提案8号」(Proposition 8) には65.8％の賛成、妊娠中絶に待機期間を設け、親への通知をする「カリフォルニア州提案4号」(Proposition 4)には59.3％の賛成だった。
ヨーバリンダは、全米で賛否両論の論争を起こしたアリゾナ州移民法（SB1070）を支援することを市議会が宣言した。カリフォルニアでこの法案が可決したのは3つの都市のみで、市はその1つである。
カリフォルニア州議会上院では第29選挙区に、カリフォルニア州議会下院では第55選挙区にそれぞれ属している。
合衆国議会下院ではカリフォルニア第39区に属し、共和党のエド・ロイスが選出されている。

## 行政
市議会は住民の投票により選出された5人の議員から構成される。任期は4年で、3選禁止となっている。シティ・マネージャーは市議会によって雇われ、日々の市政を執り行う。市長は議員の中から年末に選出される。市長の義務は「議会の議長を務め、様々な場において市の代表となる」ことである。
2014年の時点で、市議会は以下の議員により構成されている。
- ジーン・ヘルナンデス（市長）
- トム・リンゼイ（市長代行）
- ペギー・ファン
- マーク・シュウィング
- クレイグ・ヤング

市の部署・機関のトップは以下の通りである。
- シティ・マネージャー - マーク・プローネ
- 地域開発部長 - スティーブ・ハリス[41]
- 財政部長 - デイビッド・クリスチャン
- 図書館長 - キャリー・リクシー[42]
- 市法務官 - トッド・リトフィン
- オレンジ郡消防庁長 - クリス・コンセプシオン
- 公園・レクリエーション長 - ビル・カルキンス[43]
- 警察長 - ボブ・レン
- 公共事業長 - マイケル・ウルフ

### 委員会
ヨーバリンダには4つの委員会があり、1ヶ月または2か月ごとに市議会に対してそれぞれのプロジェクトについての助言を行う。
図書館委員会はヨーバリンダ市立図書館を運営している。委員会は1913年に発足し、5人の住民から構成されている。委員会では新たに購入する図書を選択したり、規則やガイドラインを定めたりしている。
計画委員会は土地利用、用途地域の指定、通行権、新たな建物の建設などに関する業務を担当している。5人の構成員は市議会によって任命される。
交通委員会はスピード違反、駐車場、交通安全などの問題に取り組んでいる。委員の任期は2年となっている。
公園・レクリエーション委員会は議会から任命された委員で構成されており、市の全ての施設やトレイルについて議会に助言する責任を持つ。

## 警察
現在のところ、警察はオレンジ郡保安官事務所に委託しており、ヨーバリンダ市内にも事務所がある。
1971年から2013年まで、警察機能はブレア市警察局によって賄われていた。1971年から続いていたこの状態は、アメリカの歴史において初めて自治体が郡の保安官事務所に反抗し、他の自治体の警察機能が提供された例であった。市が法人化された1967年から1971年までは、ヨーバリンダはオレンジ郡保安官事務所と契約していたが、このように郡の警察組織と契約することは自治体の規模が小さい場合や単に自治体内の警察組織を存続させないことを選択した場合など、現在でも普通である。
2012年4月24日・25日、ヨーバリンダ市議会で市民、アナハイム市・ブレア市の各警察署長、オレンジ郡保安官事務所長のサンドラ・ハッチェンスが会談し、新たな公安機能の契約について投票が行われた。会談は9時間続き、最終的に4月25日の午前3時に終結した。評決は、ヨーバリンダ市は42年間続いたブレア警察署による業務の提供を終了するというものだった。市は2013年5月からオレンジ郡保安官事務所と契約を結ぶことに署名した。

## インフラ
消防はオレンジ郡消防局によって賄われている。
ヨーバリンダ水道局はプラセンティア市に本部があり、市のほぼ全ての住民に給水している。
ゴールデン・ステート・ウォーターもプラセンティア市に本部があり、残りの一部の住民に給水している。
市はヨーバリンダ・ディスポーザルにごみ収集の委託をしている。
天然ガスはサザン・カリフォルニア・ガス社が、電気はサザン・カリフォルニア・エジソンがそれぞれ供給している。

## 教育
市はヨーバリンダ・プラセンティア統一教育学区の一部に属している。この学区では約28,000人の児童・生徒を抱えている。
セントフランシス・オブ・アッシジ・スクールは市内にある唯一のカトリック系の学校である。ヘリテージ・オーク私立学校は就学前～第8学年までの子供が在学している。市の周辺にある私立高校は、オレンジ市にあるオレンジ郡ルーテル高校、アナハイムのサーヴァイト高校（男子校）、ロザリー高校（女子高）、サンタアナにあるマター・デイ高校などがある。
ヨーバリンダ高校は2009年に開校した。2015年現在、私立高校のフレンズ・クリスチャン高校が建設中である。これまで、ヨーバリンダの高校生の多くはアナハイムにあるエスペランザ高校、フラートンにあるトロイ高校、プラセンティアにあるバレンシア高校、エルドラド高校に通っていた。
市内には以下のモンテッソーリ学校が置かれている。
- アーバーランド・モンテッソーリ・チルドレンズ・アカデミー
- アイビークレスト・モンテッソーリ私立学校
- パインツリー・プレスクール
- ヨーバリンダ・モンテッソーリ

## 著名な人物
- アトレイユ - メタルコアバンド。1998年に市で結成された。
- サブリナ・ブライアン - 女優・声優。
- ジョナサン・ペティボーン - 野球選手。
- ヘザー・バウン - バレーボール選手。
- クリス・ポンティウス - サッカー選手
- リチャード・ニクソン - 第37代大統領。1913年にヨーバリンダで生まれ、1922年まで過ごした。彼の住んでいた家は再建され、アメリカ合衆国国定歴史建造物とカリフォルニア州歴史建造物に指定されている。家に隣接した場所にはリチャード・ニクソン図書館・博物館がある。
- マシュー・ホッペ - サッカー選手。